# Kolone Pokia
Kolone Pokia (ur. 4 sierpnia 1989) – tuwalski piłkarz grający na pozycji obrońcy, dwukrotny reprezentant Tuvalu, grający w reprezentacji od 2011 roku.

## Kariera klubowa
Pokia karierę klubową rozpoczął w 2011 roku w rodzimym klubie FC Tofaga, w którym gra do dzisiaj.

## Kariera reprezentacyjna
Kolone Pokia rozegrał w reprezentacji 2 oficjalne spotkania w ramach Igrzysk Pacyfiku 2011, w których nie strzelił żadnego gola.